# خوان میرو
خوان میرو فرا (به اسپانیایی: Joan Miró)‏ (۲۰ آوریل ۱۸۹۳ – ۲۵ دسامبر ۱۹۸۳) نقاش و مجسمه‌ساز و سفالگر اسپانیایی بود.
کارهای او بیشتر در سبک سوررئالیسم دانسته می‌شود. او با کنار گذاشتن آنچه که او هنر بورژوازی می‌دانست به خلق کارهایی آبستره پرداخت. مجسمه‌ها و تابلوهای او در بسیاری از شهرها و موزه‌های جهان نصب شده و هواخواهان بسیاری دارد. این آثار از چند صد هزار دلار تا چند میلیون دلار قیمت‌گذاری می‌شود.

میرو در طول حیات هنری خویش فراز و نشیب بسیاری را تجربه کرد که برآمده از زندگی پرماجرای او بود؛ زندگی‌ای که با گریز و تبعید همراه بود و در سایه جنگ و دیکتاتوری سپری شد. کتاب یادداشت‌های خوآن میرو با عنوان فرعی (بسان باغبانی، نقاشی می‌کنم) توسط یوسف نجفی جابلو در سال ۱۴۰۰ به فارسی برگردانده شده‌است، کتاب مجموعه، افکار و اندیشه‌های میرو در زمینه تفکر خلاق را بازگو می‌کند.

## زندگی

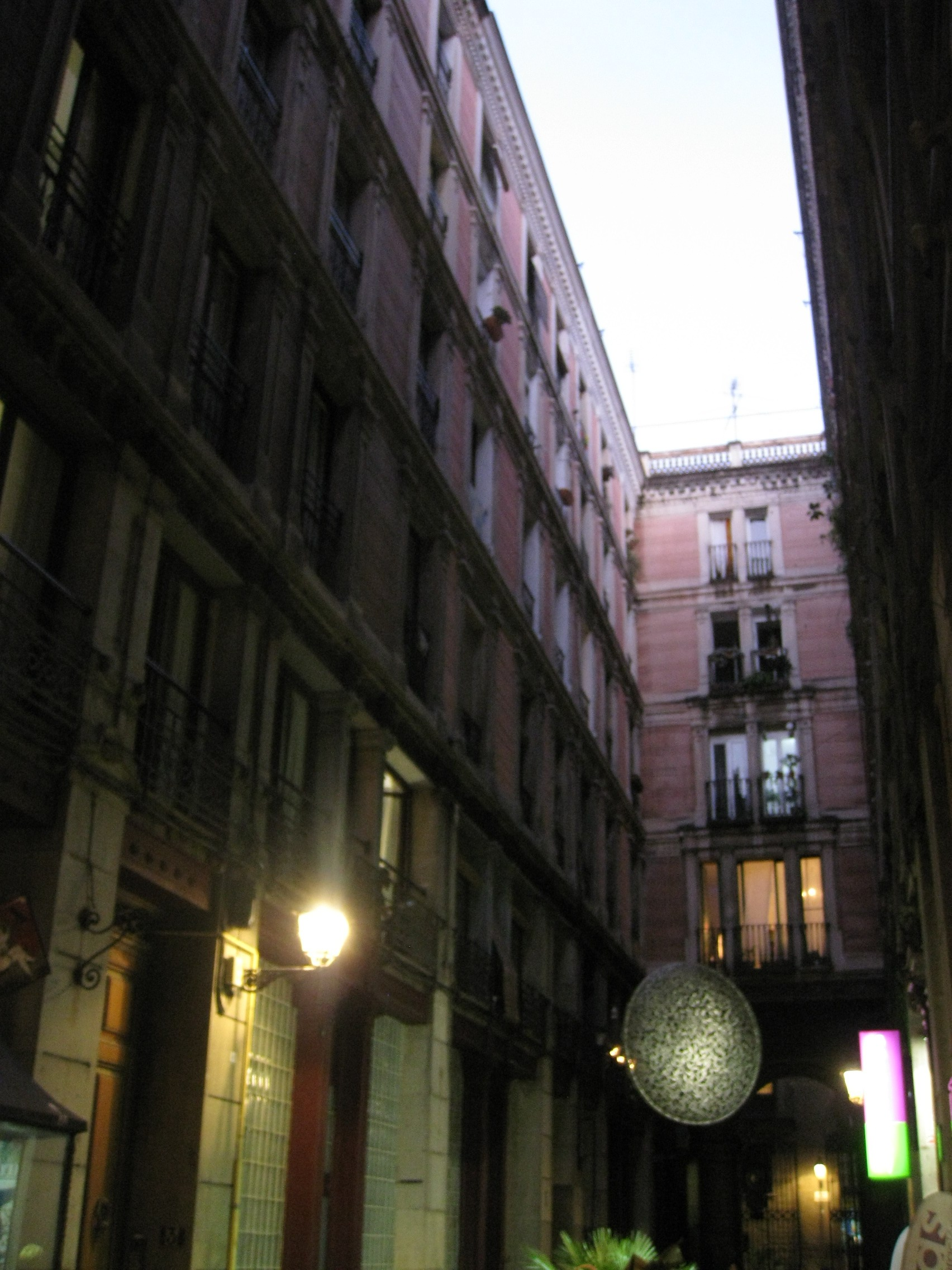
زادگاه خوان میرو در بارسلون

### کودکی و نوجوانی
خوان میرو که تباری کاتالونیایی داشت فرزند پدری ساعت‌ساز و مادری زرگر بود. او از سنین نوجوانی با هنر آشنا شد، نقاشی‌هایی از میرو به جا مانده که تاریخ ۱۹۰۱ یعنی زمانی که خوان ۸ ساله بود را بر خود دارند. وی تا سال ۱۹۱۰ در مدرسه هنرهای زیبای بارسلون درس خواند. پس از غلبه بر بیماری تیفوئید که در سال ۱۹۱۱ به آن مبتلا شد تصمیم گرفت که زندگی‌اش را وقف هنر کند، به این منظور تحصیلاتش را در زمینه نقاشی در مدارس هنری بارسلون ادامه داد. در سال ۱۹۱۸ اولین نمایشگاه انفرادیش را برگزار کرد. آثار میرو قبل از سال ۱۹۲۰ متأثر از جریان‌های مختلف مانند رنگ‌های درخشان سبک فوویسم، اشکال سبک کوبیسم، نقاشی دیواری کلیساهای روم و هنر کاتالان بود.

### پاریس
در ۱۹۲۰ به پاریس رفت و با شاعران و نویسندگان و هنرمندان سوررئالیست آشنا شد. او یکی از چندین هنرمندی بود که در دهه‌های نخست قرن بیستم از چهارگوشه جهان به پاریس کوچ کردند، اگرچه بسیاری از این هنرمندان پس از تجربه زیستن در پاریس ترجیح می‌دادند که شهروندی فرانسه را برگزینند ولی خوان میرو همچنان کاتالان باقی ماند. خوان اولین نمایشگاهش در پاریس را در سال ۱۹۲۱ برگزار کرد.
قرار گرفتن در جریان افکار حلقه سوررئالیست‌ها و به ویژه آندره برتون، خوان را وادار به تجدیدنظر اساسی در سبک و نگاه خود کرد.
آندره برتون بعدها گفت که میرو از همه ما سوررئالیست‌تر است.

از سال‌های ۱۹۲۹ و ۱۹۳۰ خوان میرو توجهش را در قالب کولاژ به اشیا معطوف می‌کند و این مقدمه‌ای بر تجربه ساخت مجسمه‌های سوررئالیستی بود. وی همچنین اشکال و قالب‌های دیگر هنری مانند حکاکی، لیتوگرافی، آبرنگ و نقاشی بر مس را تجربه کرد.

## مرگ
او در ۲۵ دسامبر ۱۹۸۳ در پالما دی مایورکا از ناراحتی قلبی درگذشت.

## سبک
سبک او آمیزه‌ای از خیال، تاکیدات شاعرانه و برداشتی شخصی از خشونت زندگی مدرن بود. میرو در حالی‌که به سوررئالیسم وفادار است، جهان خاص خود را پی می‌ریزد که چندان شبیه به جهان دیگر نقاش‌های سوررئالیست نیست. میرو را می‌توان نقاشی به شدت شخصی خواند که تمامی کارهایش فارغ از وابستگی به هر نوع جریان و سبک، نماینده دیدگاه او دربارهٔ زندگی و احوال شخصی‌اش در دوره‌های مختلف است.

## نگارخانه

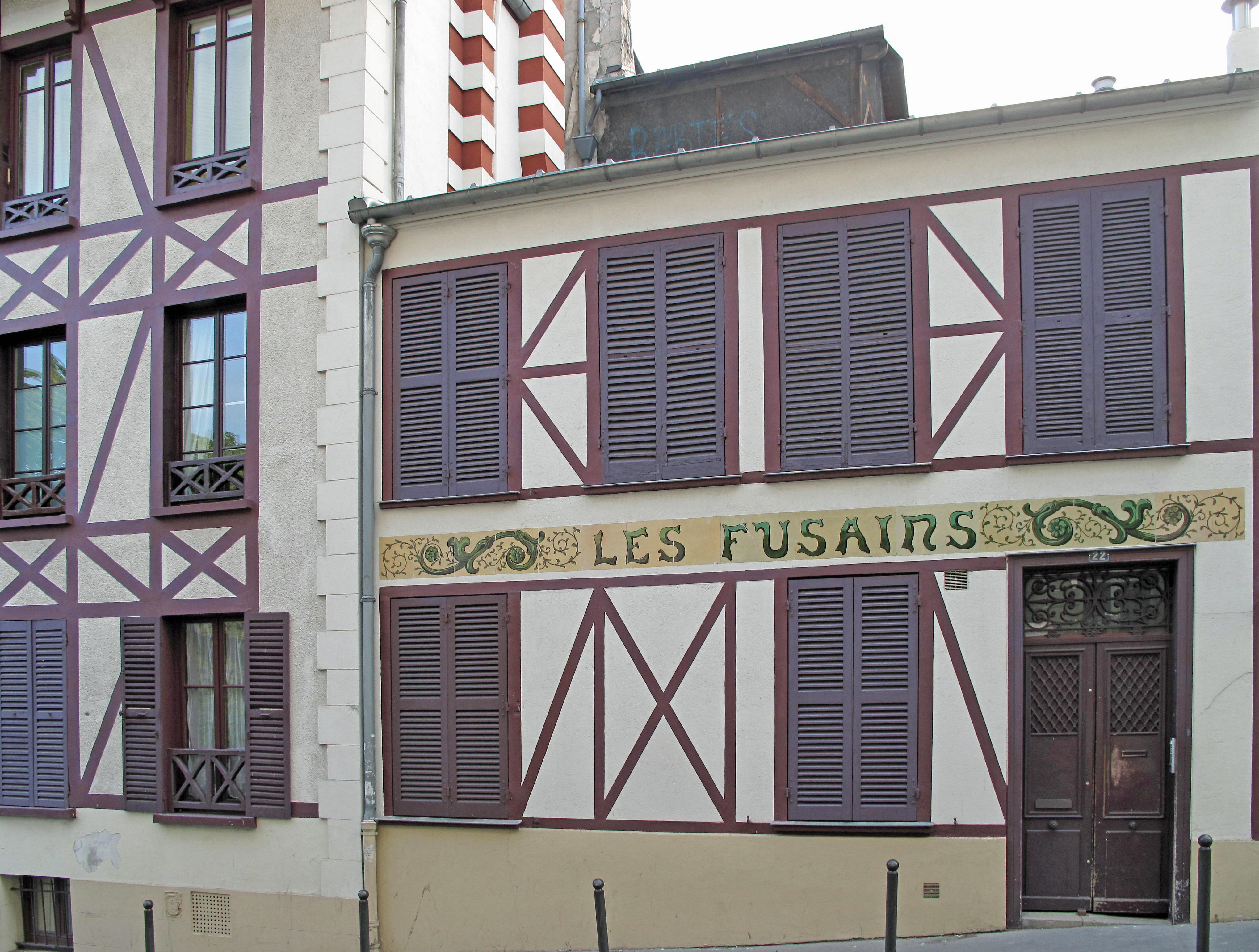
محل زندگی میرو در پاریس سال ۱۹۲۷
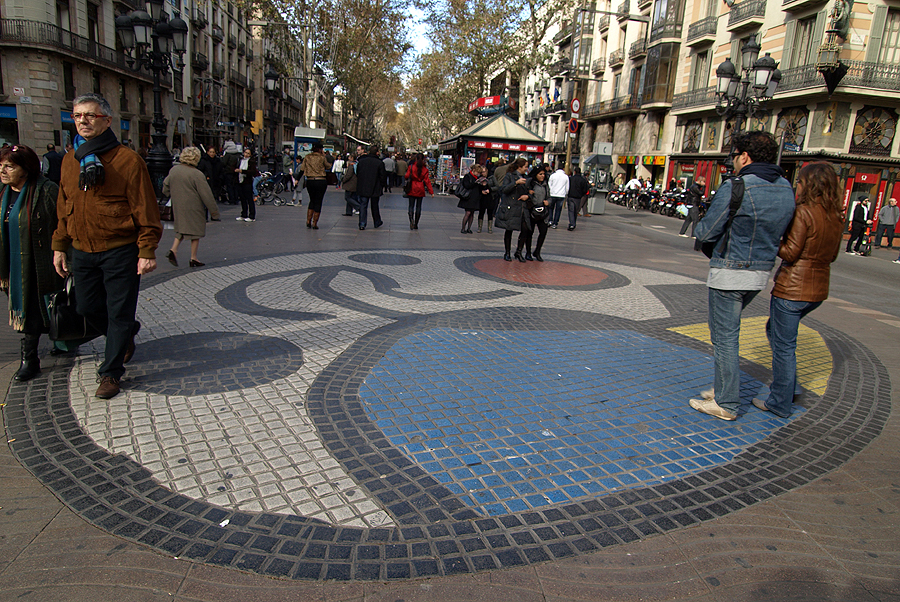
موزاییک در بارسلون
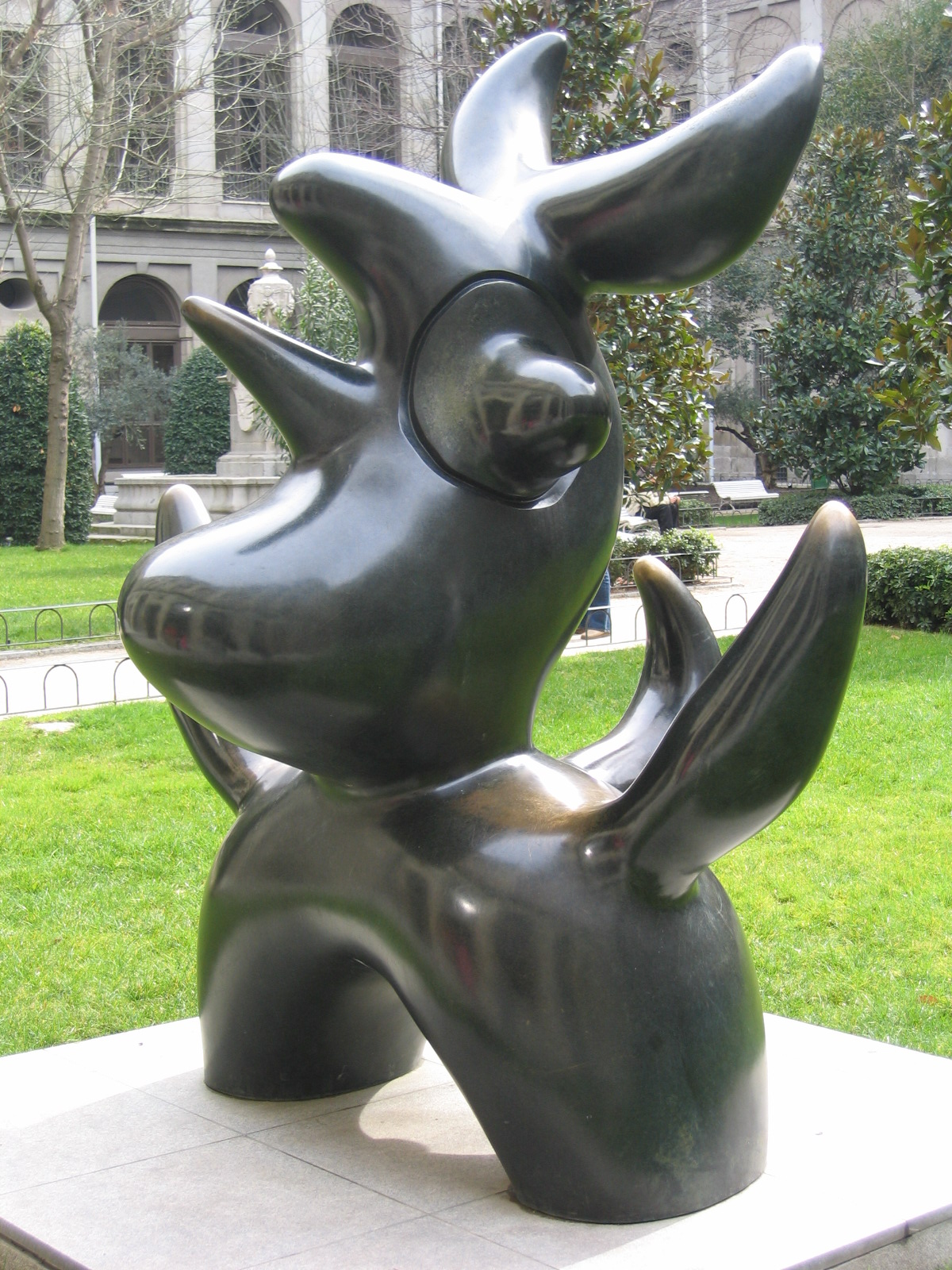
موزه رینا سوفیا
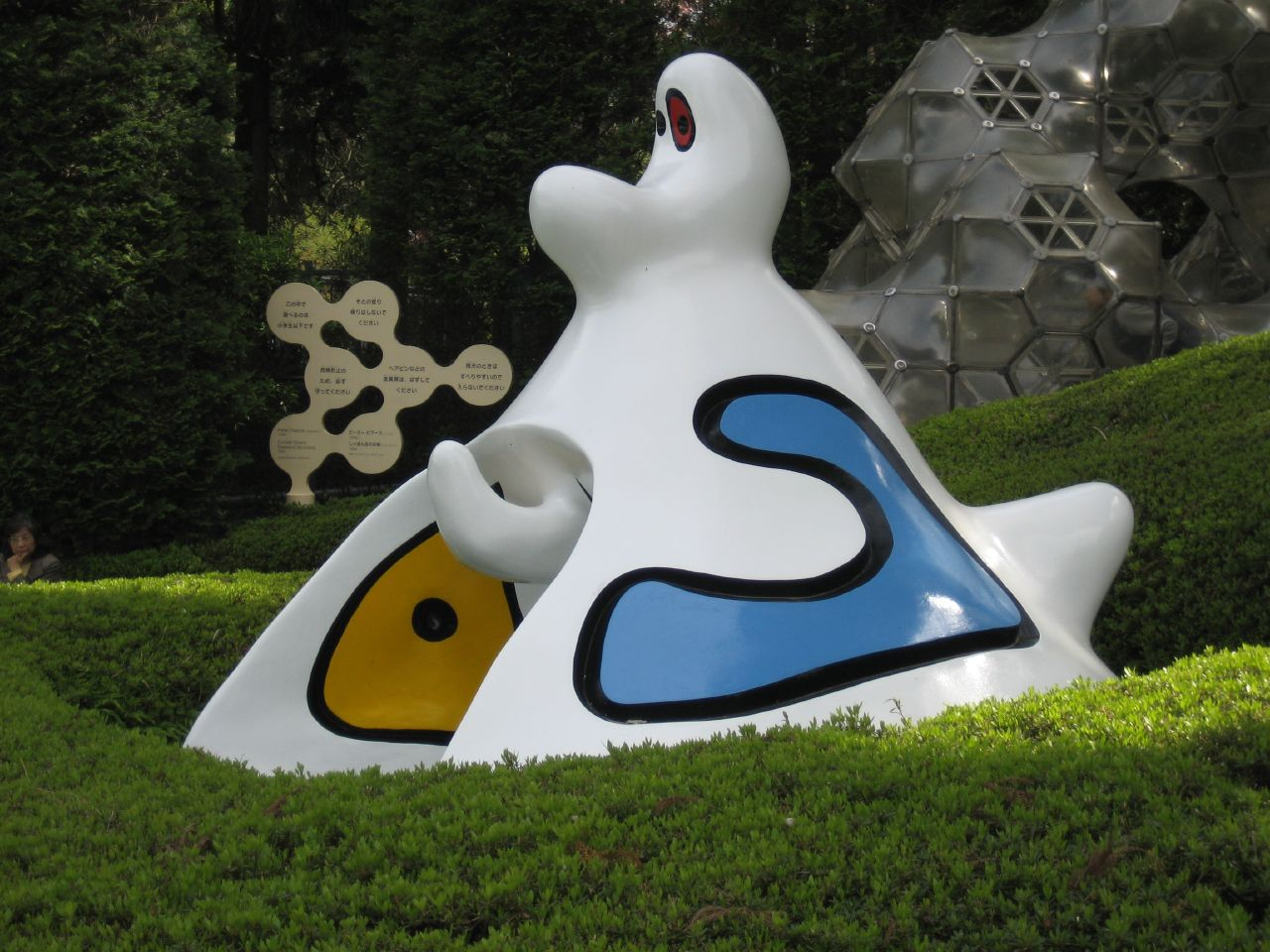
موزه فضای باز هاکون ژاپن
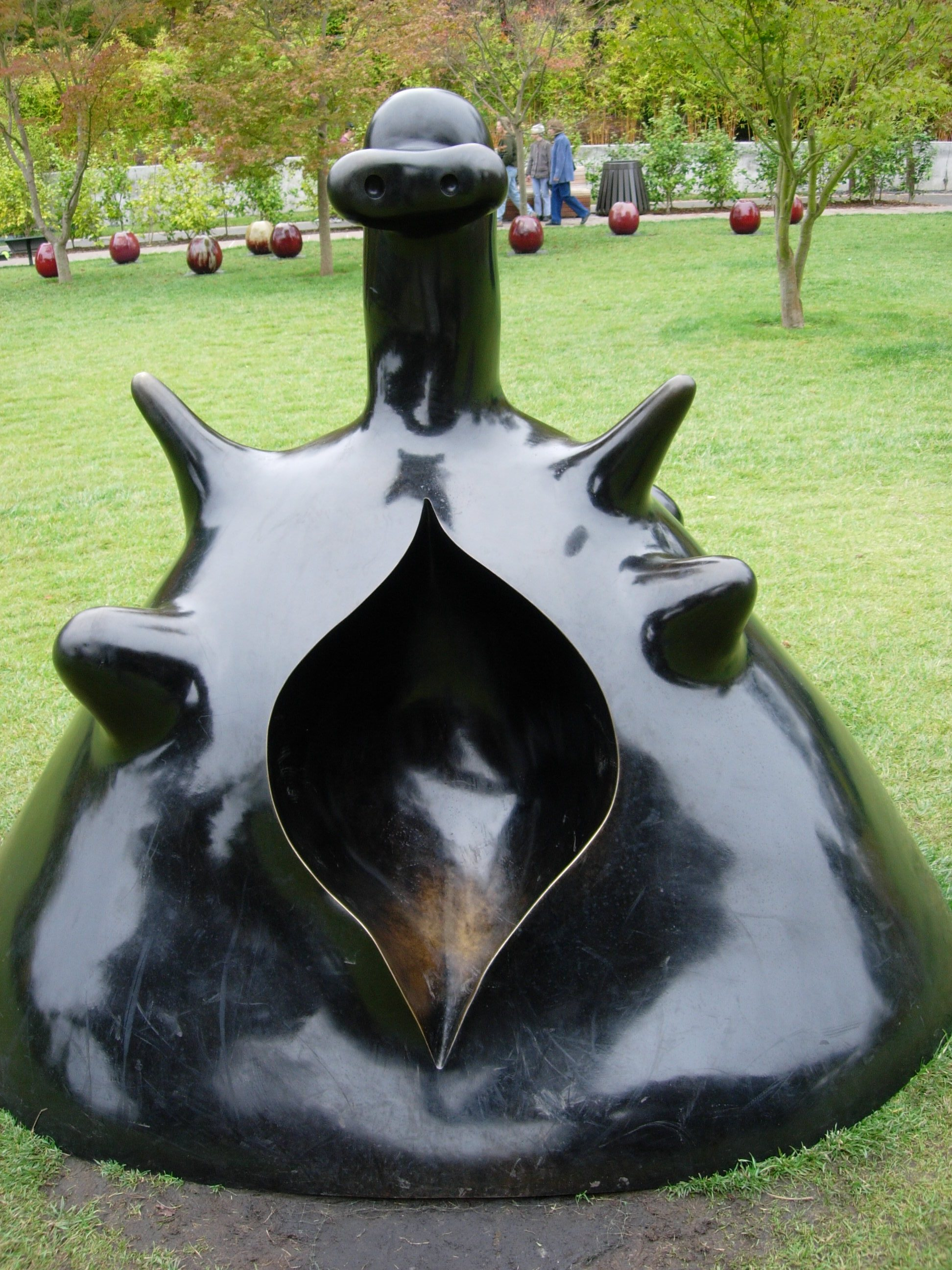
Grande Maternite
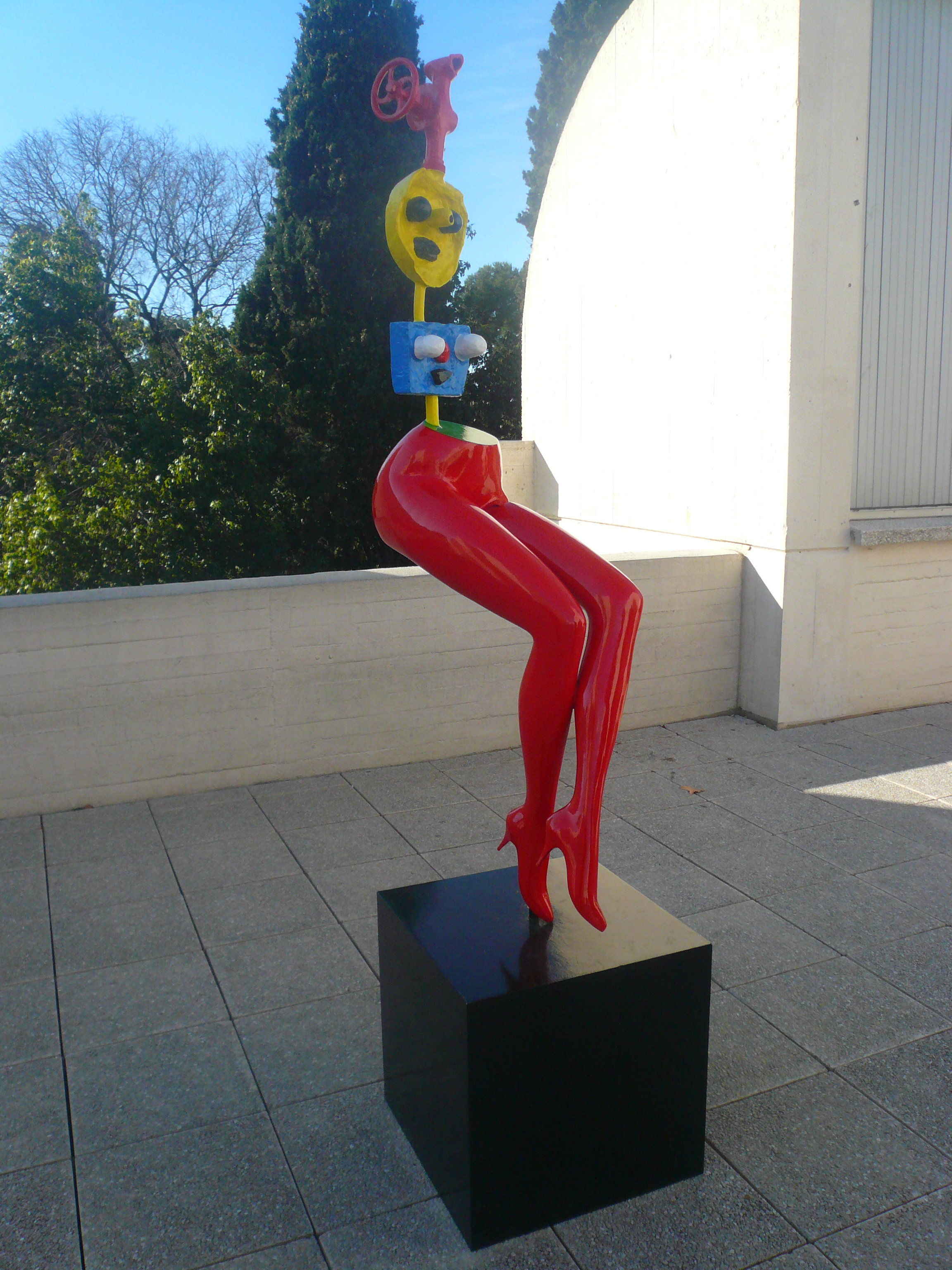
مجسمه در موزه خوان میرو